# Partia Rewolucyjnych Socjalistów
Partia Rewolucyjnych Socjalistów (hindi रिवोल्यूशनरी सोशलिस्ट पार्टी, ang. Revolutionary Socialist Party) – komunistyczna partia działająca w Indiach.

## Historia
Partia została założona 19 marca 1940 roku przez Tridiba Chaudhuriego i ma swoje korzenie w bengalskim ruchu wyzwoleńczym Anushilan Samiti i Hindustańskiej Socjalistycznej Armii Republikańskiej. 
Od 1977 razem z kilkoma innymi partiami radykalnej lewicy tworzy koalicję Front Lewicy.
Od 2019 Sekretarzem Generalnym partii jest Manoj Bhattacharya.
W wyborach parlamentarnych w 2004 roku partia uzyskała 1 717 228 głosów (0.4%, 3 mandaty).

## Organizacje powiązane
Młodzieżówką partii jest Revolutionary Youth Front. Natomiast jej skrzydłem związkowym Kongres Zjednoczonych Związków Zawodowych.